# Сяйво (хрестоматія)
«Сяйво» — хрестоматія художньої літератури, упорядкована Миколою Зеровим, що вийшла у видавництві Сяйво 1924 року в Києві. Художнє оформлення Галини Пустовойтової. Призначалася для читців-декламаторів. До хрестоматії увійшли твори високої художньої значущості, що відповідало естетичним смакам Миколи Зерова та його поглядам на призначення мистецтва.

## Структура
Хрестоматія складалася з декількох рубрик:
- Епічні уривки
  - твори грецьких поетів
  - фрагменти з «Іліади» Гомера,
  - твори Овідія,
  - з сербського епосу,
  - уривки з поеми А. Міцкевича «Пан Тадеуш»
  - пролог до поеми І. Франка «Лісова ідилія»
- Балади
  - Пантелеймон Куліш,
  - Борис Грінченко,
  - Леся Українка
  - Микола Чернявський,
  - переклади з Й.-В. Гете
  - Фрідріх Шіллер,
  - Джордж Байрон
- Лірика
  - Пантелеймон Куліш,
  - Тарас Шевченко,
  - Юрій Федькович
  - Олександр Олесь,
  - Іван Франко,
  - Максим Славинський,
  - Павло Тичина,
  - Василь Чумак,
  - Євген Плужник,
- Сатира і гротеск
  - Степан Руданський
  - Володимир Самійленко
  - Мелетій Кічура
- Байки та притчі
  - Євген Гребінка,
  - Леонід Глібов,
  - Іван Франко
- Сцени та монологи
  - Пантелеймон Куліш,
  - Леся Українка
  - Микола Вороний
- Проза
  - Григорій Квітка-Основ'яненко
  - Григорій Косинка та ін.

## Джерело
- Літературознавча енциклопедія / Автор-укладач Ковалів Ю. І., Київ: Видавничий центр «Академія», 2007, т. 2, с. 454.